# やくざ非情史 血の盃
『やくざ非情史 血の盃』（やくざひじょうし ちのさかずき）は、1969年10月8日に公開された日本の映画である。監督は中川順夫。主演は安藤昇。創映プロ制作（日活配給）。やくざ非情史シリーズ第2弾。

## あらすじ
終戦後、緒方は米兵の襲われていた若い女を救い、逃げる途中、その女の父親の阿佐田に助けられ、阿佐田組幹部として勢力を伸ばしていった。

## キャスト
- 緒方哲：安藤昇[3]
- 土井功：内田良平
- 結城昌吉：近藤宏
- 藤倉万作：藤山浩二
- 阿佐田：月形龍之介
- 滝本：水島道太郎
- 土井芳江：二本柳敏恵
- 畑中克衛：夏川大二郎
- 安：笹岡勝治
- 賭博師：大木英夫
- 大和会組員：青木敏夫
- 邦塚郷造：小笠原弘
- 土井佑子：神代昌子
- ヒデ : 沖雅也
- 寺島彰親：須賀不二男
- 阿佐田直美：嵯峨美智子
- 伍藤敬司：木村功

## スタッフ
- 監督：中川順夫
- 脚本：中西隆三
- 制作・企画：篠ノ井公平
- 音楽：小沢英雄
- タイトル：長谷川徳男
- 録音所：目黒スタジオ
- 制作：創映プロ
- 技斗：安川勝彦(大内剣友会)

## 同時上映
『傷害恐喝 前科十三犯』
- 脚本：山崎巌、西田一夫 / 監督：松尾昭典 / 主演：宍戸錠

## 映像ソフト
1994年4月28日に日活からこの作品のビデオソフトが発売された（規格：VHS、廃盤）。